# Витамин
Наименованието витамин се появява през 1912 г., след като американският биохимик от полски произход Казимир Функ изолира от оризовите люспи съдържащо аминна група вещество (витамин В1), което лекува болестта бери-бери и го нарича „витамин“.
Витамините са нискомолекулни органични вещества, необходими в минимални количества за нормалната жизнена дейност на човека и животните. Днес са известни около 30 витамина. Влияят (пряко или като активни съставки на ензими, нуклеотиди) на растежа, обмяната на веществата, функциите на имунната, нервната, ендокринната система, кръвообразуването, кръвосъсирването и др. Съдържат се предимно в растенията. Някои витамини се синтезират от чревните бактерии. Могат да се образуват в организма от провитамини (каротини, стерини). Биват мастноразтворими (А, D, Е, К) и водноразтворими (С и група В). Потребностите от витамини са по-големи при бременност, кърмене, интензивна физическа и умствена работа, инфекциозни болести и др. Недостигът или липсата им води до болестни състояния – хиповитаминоза и авитаминоза, прекомерният прием (главно на А и D) – до хипервитаминоза. Много витамини, използвани като лекарства, се получават чрез химичен и микробиологичен синтез.

## Мастноразтворими витамини
За усвояването на мастноразтворимите витамини, което става по-бавно, в храната трябва да има мазнини. Мастноразтворими са витамините А, D, E, К. Всеки витамин означава сборна група. Така от група А са познати витамините А1 и А2, от група D – D1, D2, D3, D4, D5 и т.н. Мастноразтворими витамини от групите D, Е, К се срещат в плодовете и зеленчуците, а от групата A са открити само в продуктите от животински произход.
Витамин А се нарича още витамина на растежа. Съдържа се в продукти от животински произход – черен дроб, масло, жълтък от яйце, мляко и др. Някои растения съдържат каротин (провитамин А), който в червата и в черния дроб се разгражда във витамин А. Каротинът се всмуква в червата само при наличност на мазнини. Той осигурява нормално зрение, растеж на младия организъм, развитие на зъбите и костите, укрепва кожата и лигавицата, регулира дейността на хормона на щитовидната жлеза при обмяната на веществата, оказва противосклеротично действие и др. Възрастният човек се нуждае дневно от 0,9 до 3 мг витамин А. Плодовете съдържат малко количество каротин, с изключение на кайсиите, шипките, сливите, касиса. Повече каротин съдържат зеленчуците – морковите, червените чушки, доматите, магданозът, зеленият лук, спанакът, салатата, брюкселското зеле, тиквичките и др. Каротинът в растението се увеличава значително при торене на почвата с азотни и фосфорни торове.
Витамин D се нарича още противорахитичен. Взема участие в образуването на растежа на костите, зъбите, регулира използването на калция и фосфора. В зеленчуците се съдържа под формата на провитамин D, който под действието на ултравиолетовите лъчи се превръща във витамин D. Според някои автори превръщането става върху кожата и от там се приема от организма. Поради това се препоръчва кожата на кърмачетата да не се мие прекалено със сапун. При липса на витамин D се развива болестта рахит. При нея костите остават меки и се изкривяват поради недостатъчно съдържание на калциеви и фосфорни соли в тях. Човешкият организъм се нуждае дневно от 0,01 до 0,02 мг витамин D. Източници на провитамин D са дрождите, зелето, спанакът и др., а богат източник на витамин D е рибеното масло.
Витамин Е взема участие в дейността на жлезите с вътрешна секреция и особено на половите жлези, влияе върху обмяната на веществата, регулира разпределението на мазнините и водата в организма, осигурява правилното функциониране на мускулната и нервната система. Липсата му води до безплодие и спонтанни аборти. Установено е, че витамин Е запазва добре витамин А и затова, когато има недостиг на витамин Е, се наблюдава и недостиг на витамин А. Човешкият организъм се нуждае дневно от 10 до 25 мг витамин Е. В по-големи количества той се намира в житните зародиши, в листните зеленчуци, в зеления грах, в морковите, в ядките на бадема, в ореха и др.
Витамин К подпомага съсирването на кръвта. Освен от храната той се получава в достатъчно количество и от чревните бактерии. Ето защо К-авитаминозата може да настъпи при продължителна употреба на сулфамидни препарати и антибиотици, които унищожават чревните бактерии. Дневната нужда от витамин К за възрастен човек е 4 мг, а за бременни жени – до 20 мг. Витамин К се съдържа във всички зелени части на растенията. В по-голямо количество се съдържа в зелето и особено в цвеклото, копривата, морковите, спанака, тиквичките и др. Витамин К принадлежи на групата на мастнорастноразтворими и хидрофобни, необходими за синтеза на белтъци, осигуряващи достатъчно ниво на коагулация. Като химично съединение е производно на 2-метил-1,4-нафтохинон. Играе съществена роля при обмяна на веществата в костите и съединителната тъкан, също така и при правилното функциониране на бъбреците. При всички тези случаи витаминът спомага усвояването на калция и взаимодействието на калция с витамин D. Открити са структури в белия дроб и сърцето, които не биха могли да бъдат синтезирани без помощта на витамина.

## Таблица на по-важните витамини
| име                                          | свойства | източник | потребност в мг/ден                            | последици при недостиг                                                           | Откриване |
| -------------------------------------------- | --- | --- | ---------------------------------------------- | -------------------------------------------------------------------------------- | --- |
| А (аксерофтол, ретинол)                      | Мастноразтворим. Важен за зрението, участва в състава на зрителния пурпур, растежа на кожата и главата.                                                                                         | Рибено масло, черен дроб, яйца, мляко. Под формата на провитамин (каротин) в морковите, спанака, кайсиите, пипера, доматите и тиквата.                 | 1 – 5                                          | Кокоша слепота, увреждане на роговицата на окото (ксерофталмия), забавен растеж. | Изолиран между 1912 и 1914 г. от Елмър В. Макколъм и М. Дейвис.                                                      |
| В1 (тиамин, аневрин)                         | Водоразтворим. Участва в обмяната на въглехидратите, белтъците и мазнините. | Зърнени храни, бирена и хлебна мая, ядки, черен дроб, месо, яйца, мляко.                                                                               | 1,5 – 2                                        | Мускулна слабост, полиневрит, бери-бери.                                         | Изолиран от Казимир Функ през 1912 г.                                                                                |
| В2 (рибофлавин, лактофлавин), витамин G      | Водоразтворим. Участва в клетъчните окислително-редукционни процеси. | вж. витамин В1 | 1,5 – 2                                        | Възпаление на устните, езика, роговицата на окото, забавен растеж.               | Изолиран от Д.Т.Смит и Е.Г.Хендрик през 1926 г.                                                                      |
| В3 (никотинова киселина, ниацин), витамин PP | Водоразтворим. Участва в клетъчните окислително-редукционни процеси. | Бирена мая, черен дроб, месо, бобови и зърнени храни.                                                                                                  | 15 – 25                                        | Пелагра.                                                                         | Изолиран през 1937 г.                                                                                                |
| В5 (пантотенова киселина),                   | Водоразтворим. Съставка на клетъчните ензими. | Бирена мая, черен дроб, бъбреци, яйца. | 5 – 10                                         | Рядко се наблюдават последици.                                                   | Изолиран от Роджър Уилямс през 1933 г.                                                                               |
| В6 (пиридоксин, адермин)                     | Водоразтворим. Участва в обмяната на аминокиселините и мазнините. | Бирена мая, черен дроб, месо, яйца, мляко, бобови храни.                                                                                               | 2 – 4                                          | Увреждане на кожата, лигавиците, нервната система, анемия.                       | Изолиран през 1934 г.                                                                                                |
| В9 (фолиева киселина, фолацин), витамин М    | Водоразтворим. Участва в обмяната на аминокиселините, стимулира и регулира кръвообразуването и растежа.                                                                                         | Бирена мая, зелените зеленчуци, черен дроб, месо. | 0,2 – 0,5                                      | Анемия, стомашно-чревни увреждания, забавен растеж.                              | Изолиран от Люси Уилс през 1933 г.                                                                                   |
| В12 (цианкобаламин)                          | Водоразтворим. Стимулира и регулира кръвообразуването, участва в обмяната на нуклеиновите киселини и в изграждането на миелина на нервните клетки.                                              | Черен дроб, бъбреци, месо, мляко. | 0,005                                          | Пернициозна анемия.                                                              | Изолиран през 1948 г.                                                                                                |
| С (аскорбинова киселина)                     | Водоразтворим. Участва в клетъчните окислително-редукционни процеси, в обезвреждането на токсични вещества в организма, укрепва стените на кръвоносните съдове, стимулира естествения имунитет. | Пресни плодове и зеленчуци, в по-големи количества в шипки, цитрусови плодове като лимони, люти чушки, касис, ягоди, пипер, магданоз, коприва, спанак. | 100 – 600 (при отслабнал имунитет, бременност) | При системен недостиг настъпва скорбут и намалена съпротива към инфекции.        | При термична обработка намалява съдържанието си. Предозиране е невъзможно. Идентифициран от Джеймс Линд през 1747 г. |
| D (калцитриол)                               | Мастноразтворим. Регулира калциево-фосфорната обмяна в организма. | Рибено масло, яйца, черен дроб, краве масло, мляко, образува се в кожата от провитамин (ергостерол) под действието на УВ лъчи.                         | Възрастни – 0,02 Деца – 0,10                   | При възрастните остеомалация, при децата рахит.                                  | Изолиран от Едуард Меланби през 1933 г.                                                                              |
| Е (токоферол)                                | Мастноразтворим. Участва в процесите на размножаването, необходим за оплождането и износването на плода.                                                                                        | Житни зародиши, растителни масла, зелените зеленчуци, черен дроб, яйца, мляко.                                                                         | 10 – 20                                        | При животните стерилитет и отхвърляне на плода (аборт).                          | Изолиран от Хърбърт Еванс и Катрин Бишоп през 1922 г.                                                                |
| К (филохинон)                                | Мастноразтворим. Фактор на кръвосъсирването. | Зелените зеленчуци, яйца, мляко, черен дроб, месо, синтезира се от чревните бактерии.                                                                  | 2 – 4                                          | Хеморагична диатеза.                                                             | Изолиран от Хенрик Дам през 1929 г.                                                                                  |

## Класификация на витамините
Витамините се делят на три основни групи:
1. Мастноразтворими
2. Водноразтворими
3. Витаминоподобни

Мастноразтворими
- Витамин А (ретинол; аксерофтол) – съдържа се в морковите, спанака, репичките, къдравото зеле, магданоза, камбите, телешкия черен дроб, захарното цвекло, сладките картофи, пилешкия черен дроб, яйцата и млечните продукти.
- Витамин D (калцифероли) – Съдържа се в рибените масла от черен дроб, говеждо месо, сирене, яйчни жълтъци.
- Витамин Е (токофероли) – съдържа се в синап, ряпа, слънчоглед, бадеми, спанак, магданоз, зеле, папая, маслини, пипер, брюкселско зеле, киви, домат, боровинки, брколи.
- Витамин К (филохинон) – съдържа се в зеленолистни зеленчуци (най-вече в спанак, аспержи и къдраво зеле, броколи)

Водоразтворими
- Витамин C (аскорбинова киселина) – съдържа се в броколи, пипер, зеле, карфиол, ягоди, лимони, синап, ряпа, брюкселско зеле, папая, спанак, киви, грах, пъпеш, портокали, грейпфрути, зелени лимони, домати, тиквички, малини, аспержи, целина, ананас, маруля, диня, копър, мента и магданоз.
- Витамин P (биофлавоноиди) – съдържа се в цитруси, боровинки, малини, къпини, касис, шипка, череша, арония, кайсии, грозде, зеле, домати, магданоз, копър, зелена салата. Голямо количество има и в елдата
- Витамин B1 (тиамин, аневрин) – съдържа се в говеждо месо, бирена мая, бобови растения (боб, леща), мляко, ядки, овес, портокали, свинско месо, ориз, семена, пшеница, пълнозърнести зърнени храни и мая.
- Витамин B2 (рибофлавин) – съдържа се в говеждото месо, яйца, кашкавал и извара, бира, бирената мая, черния дроб, мляко и млечни продукти, гъби, соя, спанак и други листни зеленчуци, банани, бадеми.
- Витамин B3 (витамин РР, ниацин)-съдържа се в бобовите растения (грах, фасул, соя), бадеми, домати, картофи, гъби и хляб от типово брашно.
- Витамин B5 (пантотенова киселина) – съдържа се в орехите, картофите, зърнените продукти и бобовите растения.
- Витамин B6 (пиридоксин) – съдържа се в банани, говеждо месо, бирена мая, кафяв ориз, пиле, яйца, овесени ядки, фъстъци, соеви ядки, орехи, пълнозърнеста пшеница, черен дроб, авокадо
- Витамин B9 (фолиева киселина, фолат) – съдържа се в маруля, спанак, аспержи, ряпа, синапени растения, телешки черен дроб, магданоз, броколи, карфиол, цвекло и леща.
- Витамин B12 (цианокобаламин) – съдържа се в морско зеле, соя и соеви продукти, хмел, черен дроб, бъбреци, мозък, говеждо месо, домашни птици, риба и морски продукти, яйца, мляко и млечни продукти.
- Витамин H (биотин) – съдържа се в бадеми, яйца, пилешко, лук, зеле, краставици и карфиол. Добри източници са козето мляко, кравето мляко, малините, ягодите, овеса и орехите.

Витаминоподобни вещества
- Витамин B4 (холин) – съдържа се предимно в хранителните продукти от животински произход. Открива се в големи количества в яйчения жълтък, маслото, млякото, говеждото месо, черният дроб, бъбреците, както и в сьомгата и раците. Когато става въпрос за растителните продукти, холин се съдържа в зелени листни зеленчуци, пшеницата, зародишите на пшеничните зърна, овеса, ечемика, соята. Витамин В4 откриваме още в състава на фъстъци, картофи, карфиол, домати, банани, портокали, леща и царевица.
- Витамин B8 (инозит) – съдържа се в бъбреците, черния дроб, мозъка, маята, млякото, яйцата. Среща се в следните храни: фурми, лимони, портокали, смокини, ягоди, къпини, малини, цариградско грозде, гъби, житните култури.
- Витамин B13 (оротова киселина) – съдържа се в млякото и млечните продукти, соята и зеленчуци като моркови и картофи.
- Витамин B15 (пангамова киселина) – съдържа се в бъбреци, риба, меса, черен дроб. От страна на растителните групи, най-високо количество на този витамин се открива в кафяв ориз, оризовите трици, дрождите, сусам, слънчогледови и тиквени семки. Той се съдържа и в бирена мая.
- Витамин H1 (парааминобензоена киселина) – съдържа се в черния дроб, бирена мая, бъбреци, житни растения, ориз, трици, пшеничен зародиш, меласа.
- Витамин N6 (липоева киселина) – съдържа се в говеждо месо, мляко, малко в зеленчуците.
- Витамин U (S-метилметионин) – съдържа се в зелето, морковите, целината, магданозът, зеленият лук, аспержите, цвеклото, картофите, броколите, ряпата.